# Colf

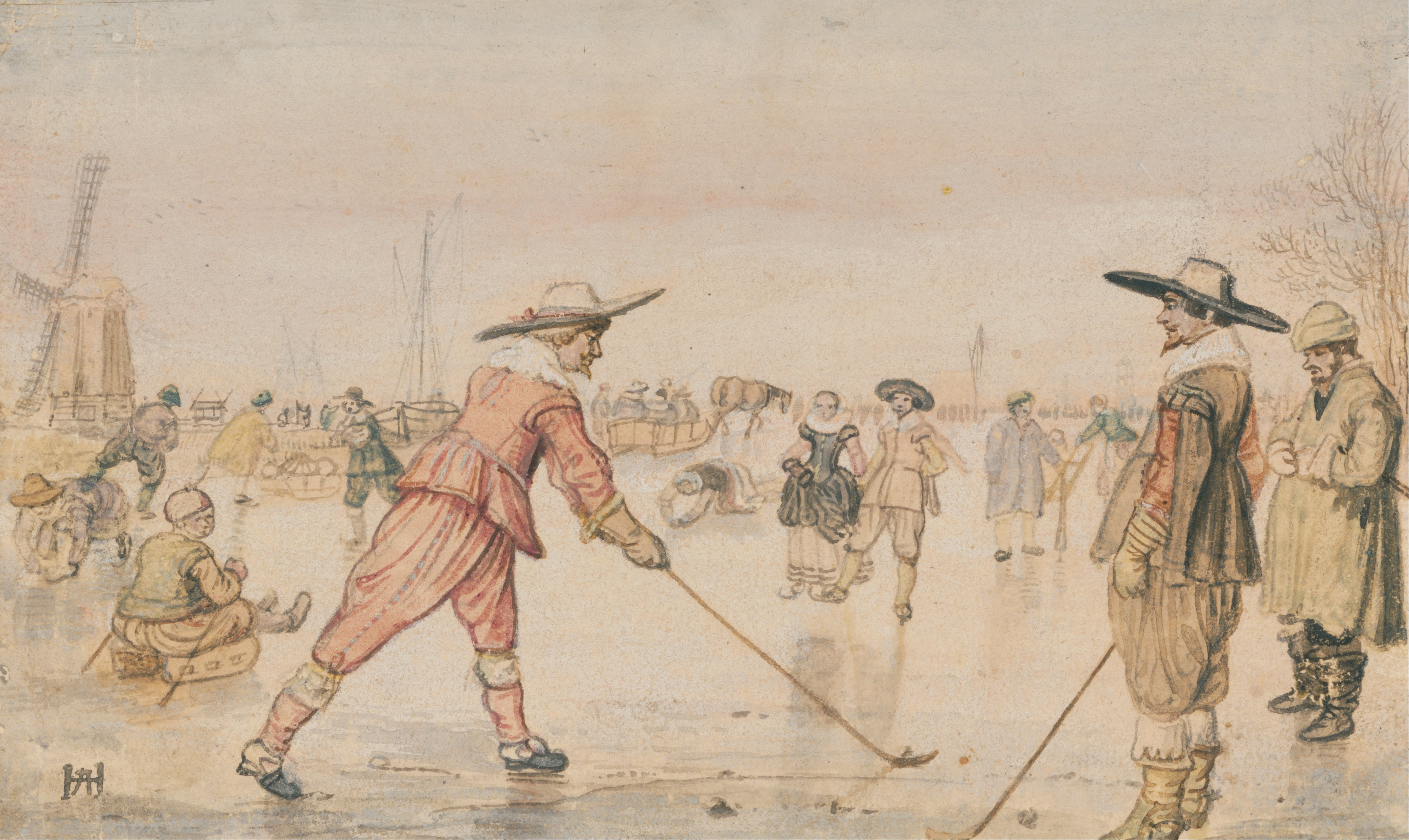
Twee mannen spelen ijscolf. Schilderij door Hendrick Avercamp

Colf is een sport die van de Middeleeuwen tot en met de Gouden Eeuw zeer populair was in de Lage Landen. Het is een spel dat gespeeld wordt met een bal van hout of leer en een slaghout dat kolf (of colf) genoemd wordt. Colf is de voorloper en de langebaanvariant van het tegenwoordige kolfspel en kan gezien worden als oude variant van de huidige golfsport (Early golf).
Bij Colf was het de bedoeling om in het open veld (of op het ijs) met zo weinig mogelijk slagen een doel te raken. Dit doel kon honderden meters tot zelfs 15 tot 20 kilometers verwijderd zijn van het startpunt. Als doel kon dienen een deur, een boom, een steen of het einde van een akker of weiland.
Let wel, tot ver in de twintigste eeuw werden de begrippen Colf en Kolf in de literatuur door elkaar gebruikt. Het idiomatisch onderscheid was door sporthistorici gecreëerd om in artikelen de bedoelde spelverschillen eenduidig te kunnen aangeven.

## Eerste vermelding van dit balspel door Jacob van Maerlant
In 1261 maakte Jacob van Maerlant een vrijzinnige vertaling van Le livre de Merlin van Robert de Boron. In deze vertaling is sprake van een balspel mit ener koluen, dat wil zeggen met een 'colf' ofwel 'colfstok'. En hiermee wordt duidelijk dat Jacob van Maerlant bekend was met dit stok-met-bal-spel. Hij woonde en werkte in of nabij Damme (België). Colf behoort daarmee aantoonbaar tot de oudste balspellen in het Nederlandse taalgebied.

## Een geschiedenis volgens de overlevering
Volgens de overlevering is de oudste vermelding van Colf een wedstrijd  die gespeeld werd op 26 december 1297 in Loenen aan de Vecht. Door middel van deze colfpartij werd de terechtstelling van de moordenaars van Floris V, graaf van Holland en Zeeland herdacht. De partij bestond uit twee teams van elk vier personen. Deze wedstrijd zou tot rond 1800 jaarlijks gespeeld, en daarna in vergetelheid geraakt zijn. Sinds 1997 wordt deze wedstrijd om de 10 jaar weer nagespeeld in klederdracht. Wetenschappelijk bewijs dat deze "Colfpartij" in 1297 heeft plaatsgevonden ontbreekt nog tot op heden. 

## Colf en Kolf
Colf werd in de Middeleeuwen vooral in de stad gespeeld, vaak op de toen nog veel legere  kerkhoven. Ongelukken met laagvliegende ballen en schade aan huizen en kerken zorgden ervoor dat de meeste steden het spelen van colf met ordonnanties en plakkaten binnen de stad verboden.
Vanaf de 16e eeuw werd het spelen van colf in de winter, op het ijs, steeds populairder, zelfs populairder dan voetbal vandaag de dag.
Aan het eind van de 17e eeuw verdween de colfsport plotseling. In plaats van de lange-afstandsversie werd de kortebaanvariant populair. Hierbij was het de bedoeling om op een baan van ongeveer 20 meter lengte bij het slaan een paal te raken die aan het einde van de baan was opgesteld.
Ook de modernere vorm, meestal als  Kolf met een "K" aangeduid, verloor aan populariteit.  Kolf wordt heden ten dage voornamelijk nog in West-Friesland gespeeld, maar ook het St. Eloyen Gasthuis in Utrecht kent nog een baan uit 1730 die nog wekelijks wordt bespeeld.